# ゲッデス男爵

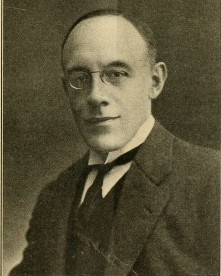
初代ゲッデス男爵オークランド・ゲッデス

ゲッデス男爵(英:Baron Geddes )は英国の男爵、貴族。連合王国貴族爵位。

## 歴史
保守党の政治家で駐米大使を務めたオークランド・ゲッデスが1942年にケント州ローヴェンドンのゲッデス男爵(Baron Geddes, of Rolvenden in the County of Kent )に叙されたことを始まりとする。
彼の孫にあたる3代男爵は1999年の貴族院改革以降も貴族院に議席を置き続けた92人の世襲貴族の一人である。

なお、第一次世界大戦期に運輸大臣や海軍大臣を歴任した政治家サー・エリック・ゲッデスは初代男爵の実兄である。

一族の邸宅はウィルトシャー州スティープル・アシュトンに所在する。

## ゲッデス男爵 (1942)
- 初代ゲッデス男爵オークランド・キャンベル・ゲッデス(1879–1954)
- 第2代ゲッデス男爵ロス・キャンベル・ゲッデス (1907–1975)
- 第3代ゲッデス男爵ユアン・マイケル・ロス・ゲッデス(1937-)

法定推定相続人は現当主の息子ジェイムズ・ジョージ・ネイル・ゲッデス(1969-)。